# Olympische Sommerspiele 1952/Wasserspringen
Bei den XV. Olympischen Sommerspielen 1952 in Helsinki fanden vier Wettbewerbe im Wasserspringen statt, je zwei für Frauen und Männer. Austragungsort war das Schwimmstadion zu Helsinki.

## Bilanz

### Medaillenspiegel

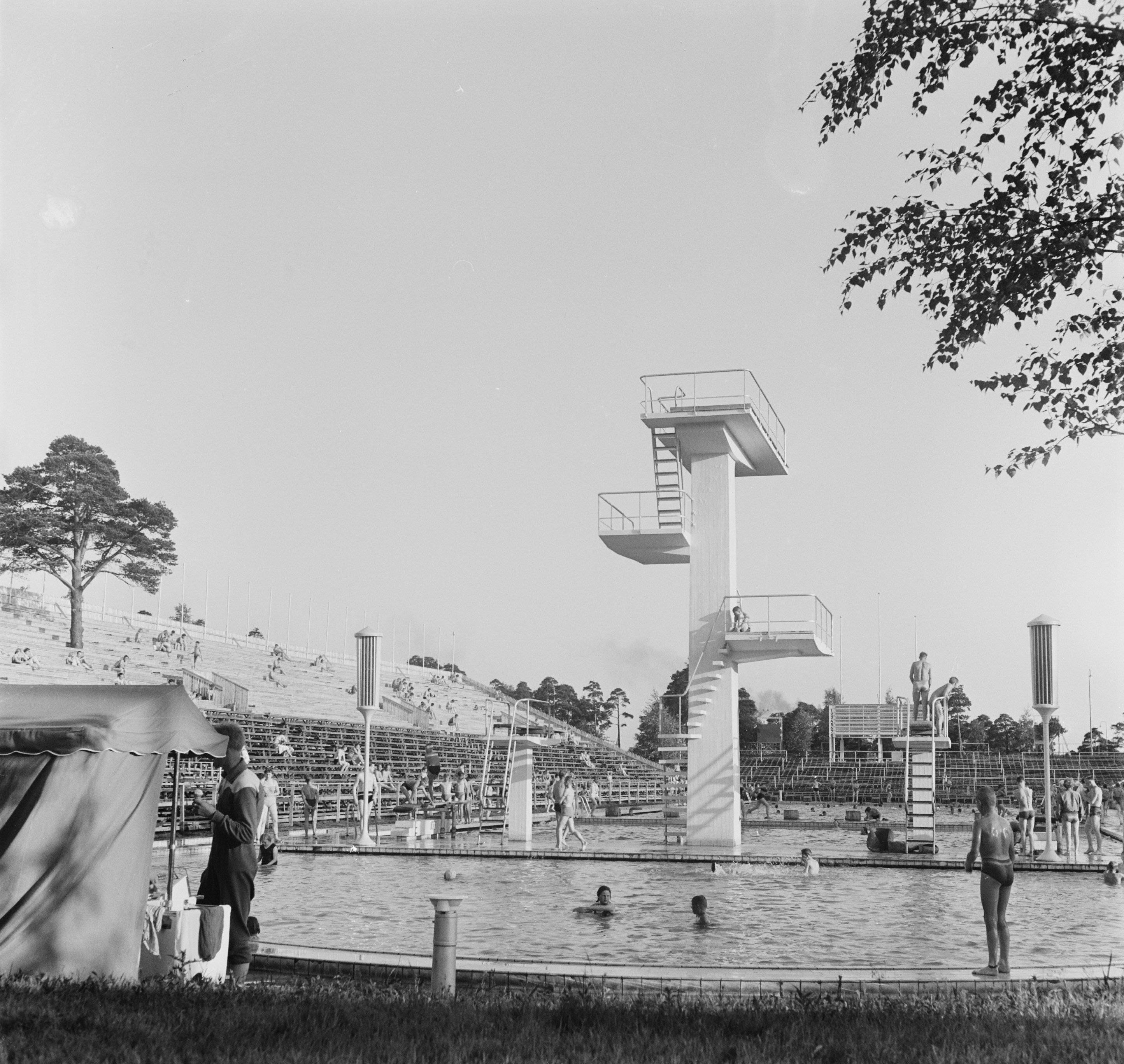
Schwimmstadion zu Helsinki

| Platz | Land               | Gold | Silber | Bronze | Gesamt |
| ----- | ------------------ | ---- | ------ | ------ | ------ |
| 1     | Vereinigte Staaten | 4    | 2      | 3      | 9      |
| 2     | Frankreich         | –    | 1      | –      | 1      |
| 2     | Mexiko             | –    | 1      | –      | 1      |
| 4     | BR Deutschland     | –    | –      | 1      | 1      |

### Medaillengewinner
| Konkurrenz        | Gold           | Silber          | Bronze         |
| ----------------- | -------------- | --------------- | -------------- |
| Kunstspringen 3 m | David Browning | Miller Anderson | Bob Clotworthy |
| Turmspringen 10 m | Samuel Lee     | Joaquín Capilla | Günther Haase  |

| Konkurrenz        | Gold               | Silber           | Bronze        |
| ----------------- | ------------------ | ---------------- | ------------- |
| Kunstspringen 3 m | Patricia McCormick | Madeleine Moreau | Zoe Ann Olsen |
| Turmspringen 10 m | Patricia McCormick | Paula Pope       | Juno Irwin    |

## Ergebnisse Männer

### Kunstspringen 3 m

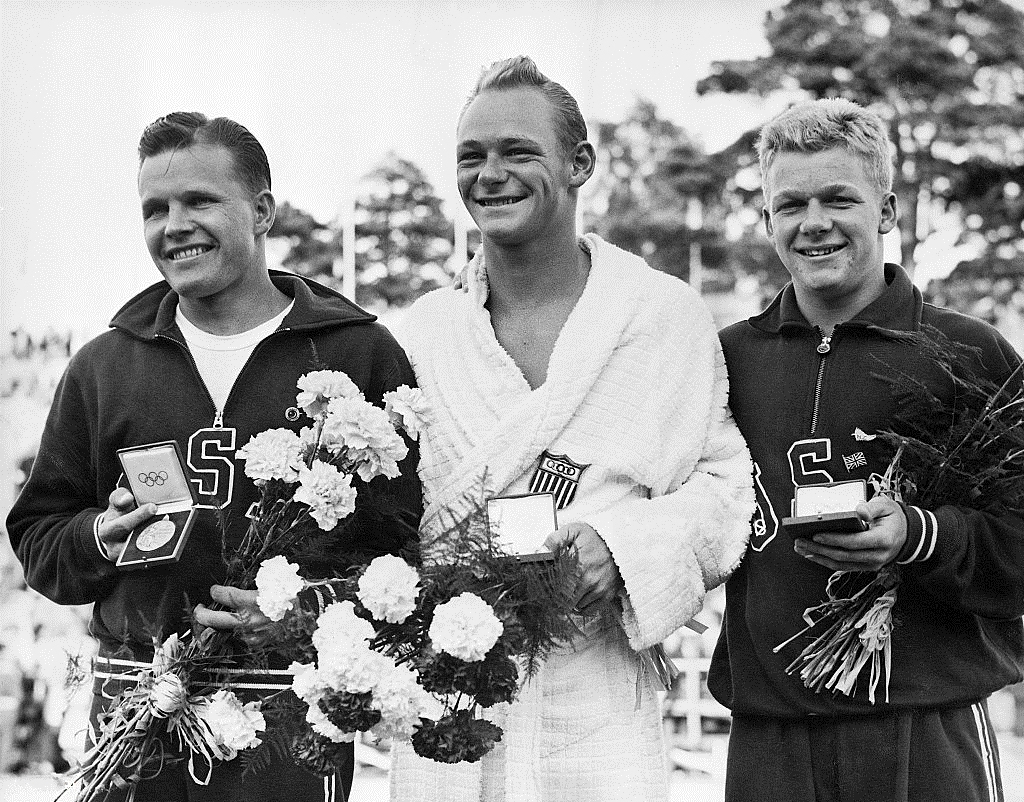
V. l.: Anderson, Browning, Clotworthy

| Platz | Land | Sportler         | Punkte |
| ----- | ---- | ---------------- | ------ |
| 1     | USA  | David Browning   | 205,29 |
| 2     | USA  | Miller Anderson  | 199,84 |
| 3     | USA  | Bob Clotworthy   | 184,92 |
| 4     | MEX  | Joaquín Capilla  | 178,33 |
| 5     | URS  | Roman Brener     | 165,63 |
| 6     | BRA  | Milton Busin     | 155,91 |
| 7     | GBR  | Anthony Turner   | 151,90 |
| 8     | URS  | Alexei Schigalow | 151,31 |
|       |      |                  |        |
| 10    | AUT  | Franz Worisch    | 067,18 |
| 11    | GER  | Hanns Aderhold   | 067,09 |
| 12    | GER  | Werner Sobek     | 066,75 |
| 35    | SUI  | Heinz Schaub     | 047,15 |

Datum: 27. und 28. Juli 1952 

36 Teilnehmer aus 20 Ländern

### Turmspringen 10 m

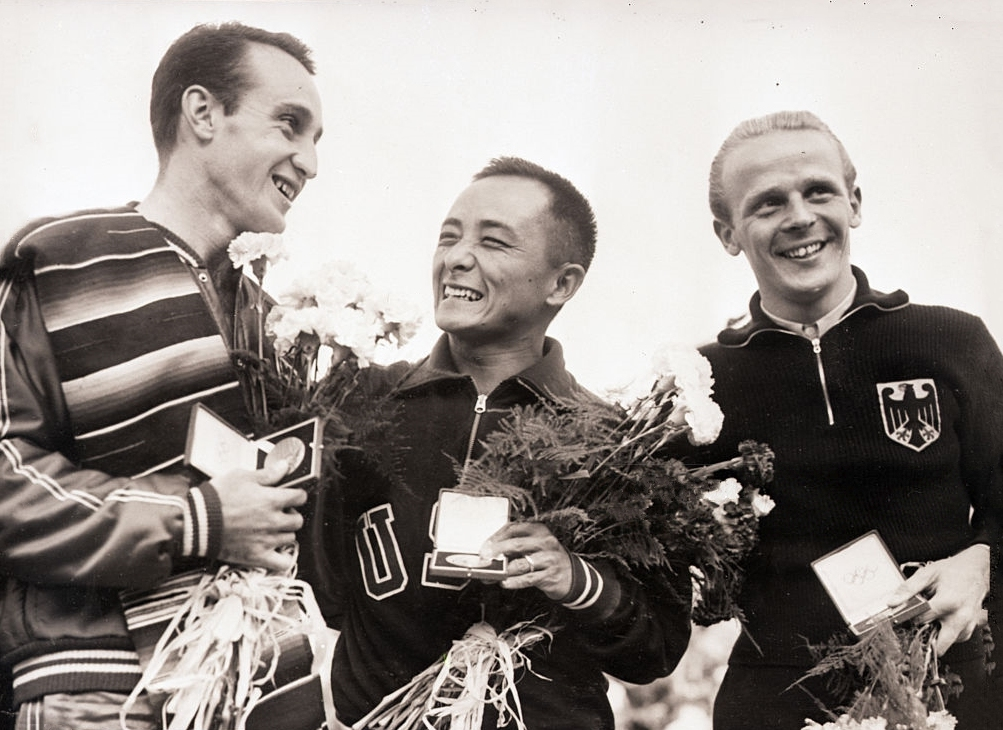
V. l.: Capilla, Lee, Haase

| Platz | Land | Sportler          | Punkte |
| ----- | ---- | ----------------- | ------ |
| 1     | USA  | Samuel Lee        | 156,28 |
| 2     | MEX  | Joaquín Capilla   | 145,21 |
| 3     | GER  | Günther Haase     | 141,31 |
| 4     | USA  | John McCormack    | 138,77 |
| 5     | MEX  | Alberto Capilla   | 136,44 |
| 6     | MEX  | Rodolfo Perea     | 128,28 |
| 7     | URS  | Alexander Bakatin | 126,86 |
| 8     | URS  | Roman Brener      | 126,31 |
|       |      |                   |        |
| 10    | GER  | Fritz Geyer       | 069,64 |
| 20    | GER  | Werner Sobek      | 064,27 |
| 22    | AUT  | Franz Worisch     | 063,02 |
| 24    | AUT  | Julius Jarowsky   | 062,65 |
| 27    | AUT  | Kurt Liederer     | 060,21 |
| 31    | SUI  | Heinz Schaub      | 054,40 |

Datum: 31. Juli und 1. August 1952 

31 Teilnehmer aus 17 Ländern

## Ergebnisse Frauen

### Kunstspringen 3 m
| Platz | Land | Sportlerin         | Punkte |
| ----- | ---- | ------------------ | ------ |
| 1     | USA  | Patricia McCormick | 147,30 |
| 2     | FRA  | Madeleine Moreau   | 139,34 |
| 3     | USA  | Zoe Ann Olsen      | 127,57 |
| 4     | URS  | Ninel Krutowa      | 116,86 |
| 5     | GBR  | Charmain Welsh     | 116,38 |
| 6     | URS  | Ljubow Schigalowa  | 113,83 |
| 7     | FRA  | Nicole Péllissard  | 111,98 |
| 8     | GBR  | Ann Long           | 108,82 |

Datum: 29. und 30. Juli 1952 

15 Teilnehmerinnen aus 7 Ländern

### Turmspringen 10 m
| Platz | Land | Sportlerin                | Punkte |
| ----- | ---- | ------------------------- | ------ |
| 1     | USA  | Patricia McCormick        | 79,37  |
| 2     | USA  | Paula Pope                | 71,63  |
| 3     | USA  | Juno Irwin                | 70,49  |
| 4     | FRA  | Nicole Péllissard         | 69,08  |
| 5     | GBR  | Ann Long                  | 63,19  |
| 6     | URS  | Tatjana Wereina           | 61,09  |
| 7     | URS  | Diana Spencer             | 60,76  |
| 8     | GBR  | Jewgenija Bogdanowskaja   | 57,50  |
| 9     | AUT  | Eva Pfarrhofer            | 40,26  |
|       |      |                           |        |
| 15    | SUI  | Fernanda Martini-Pautasso | 30,04  |

Datum: 1. und 2. August 1952 

15 Teilnehmerinnen aus 8 Ländern